# Базарове
База́рове — село в Україні, Криворізькому районі Дніпропетровської області.
Орган місцевого самоврядування — Лозуватська сільська рада. Населення — 51 мешканець.

## Географія
Село Базарове розташоване на відстані 2,5 км від села Новоганнівка. Селом протікає річка Балка Грузька. Поруч проходить автомобільна дорога Н23.

## Населення

### Мова
Розподіл населення за рідною мовою за даними перепису 2001 року:
| Мова       | Відсоток |
| ---------- | -------- |
| українська | 94,1 %   |
| російська  | 5,9 %    |